# Euphorbia baioensis
Euphorbia baioensis är en törelväxtart som beskrevs av Susan Carter. Euphorbia baioensis ingår i släktet törlar, och familjen törelväxter.
Artens utbredningsområde är Kenya. Inga underarter finns listade i Catalogue of Life.

## Bildgalleri

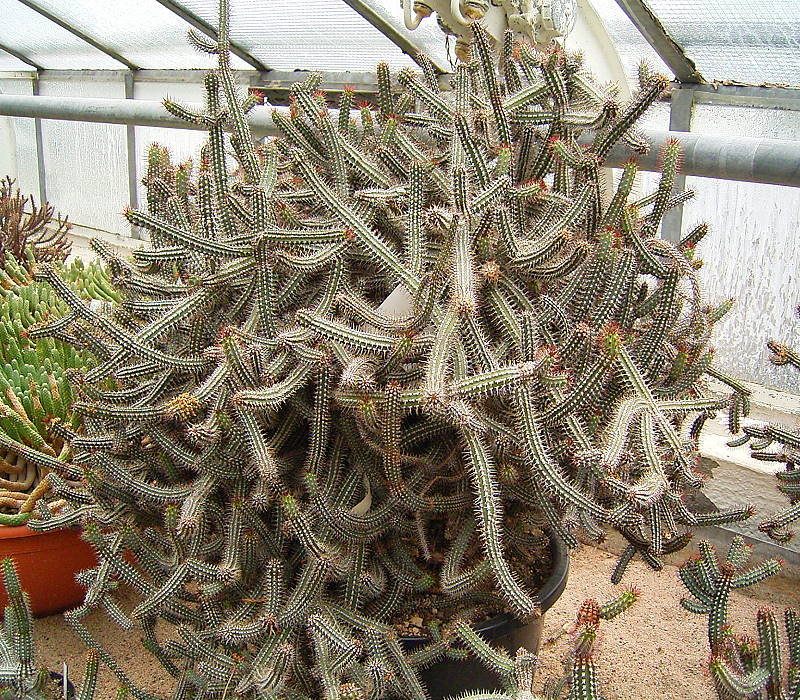
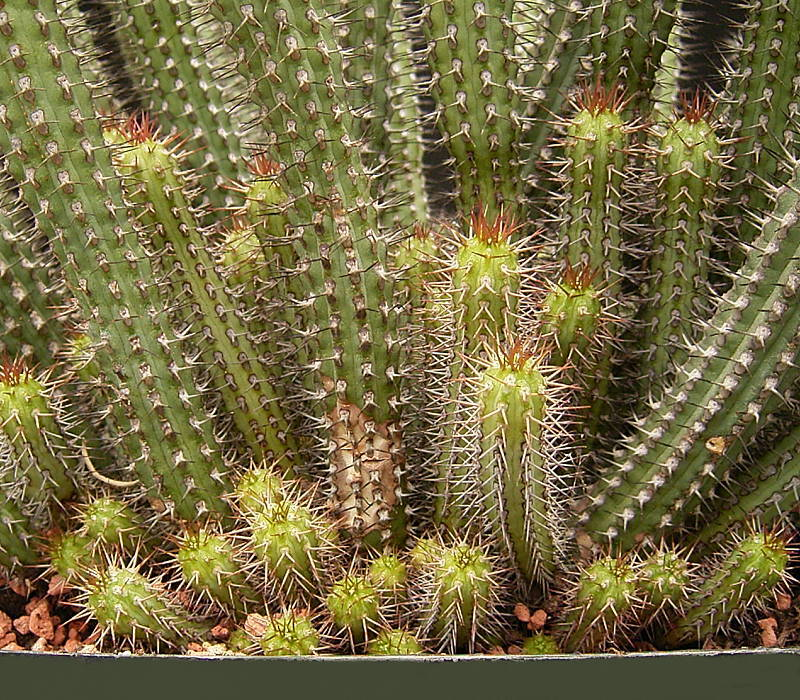
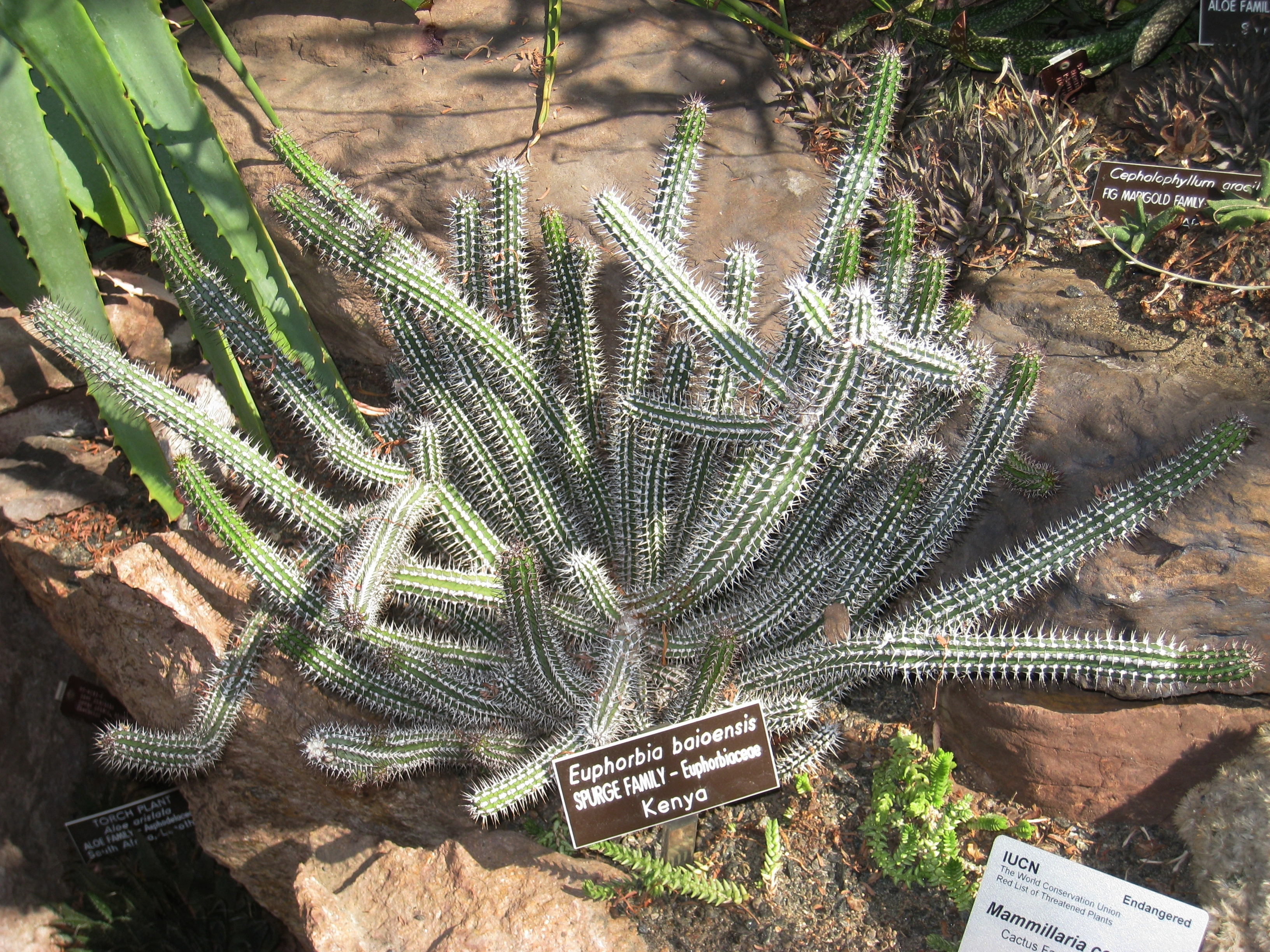
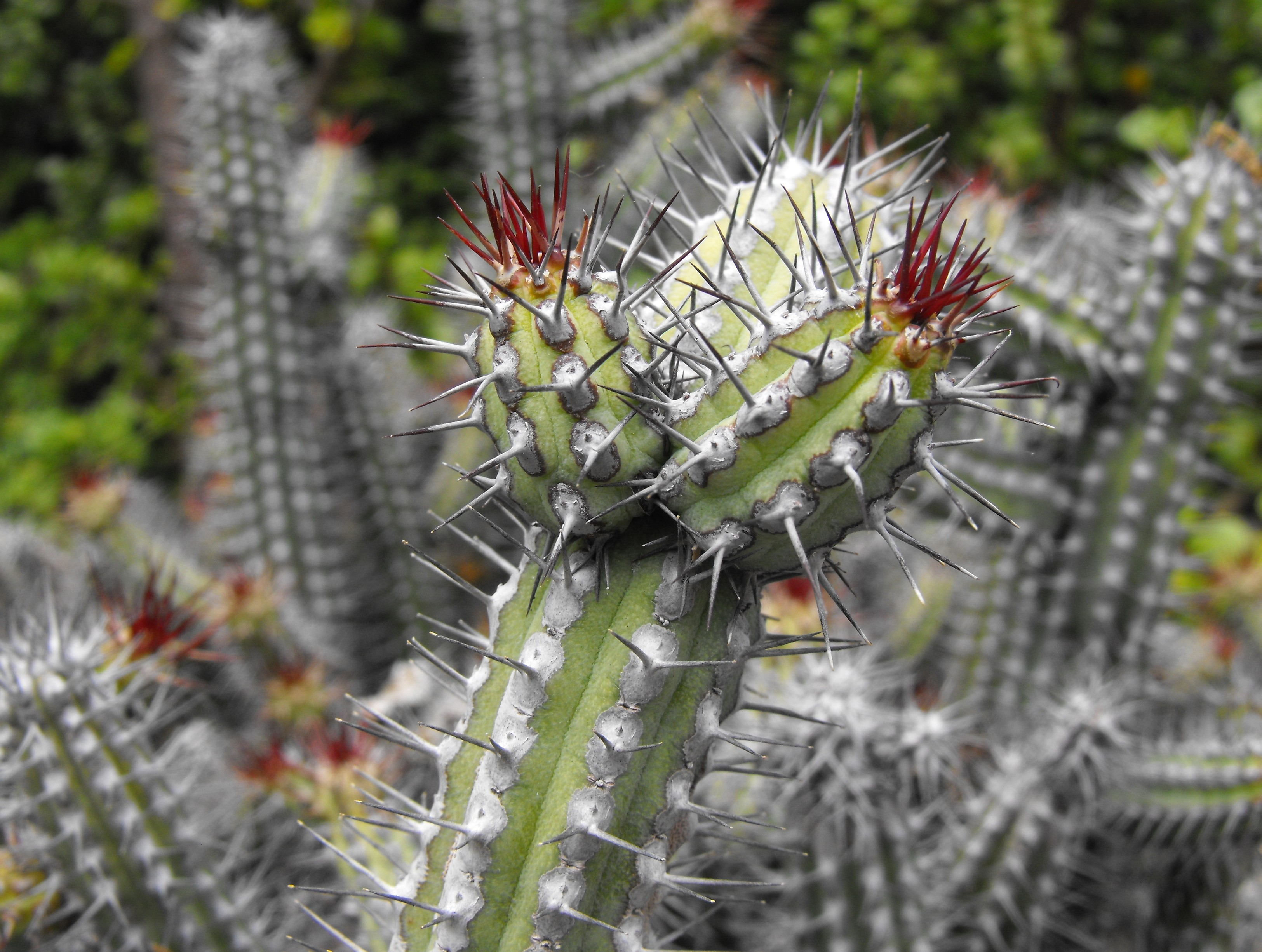
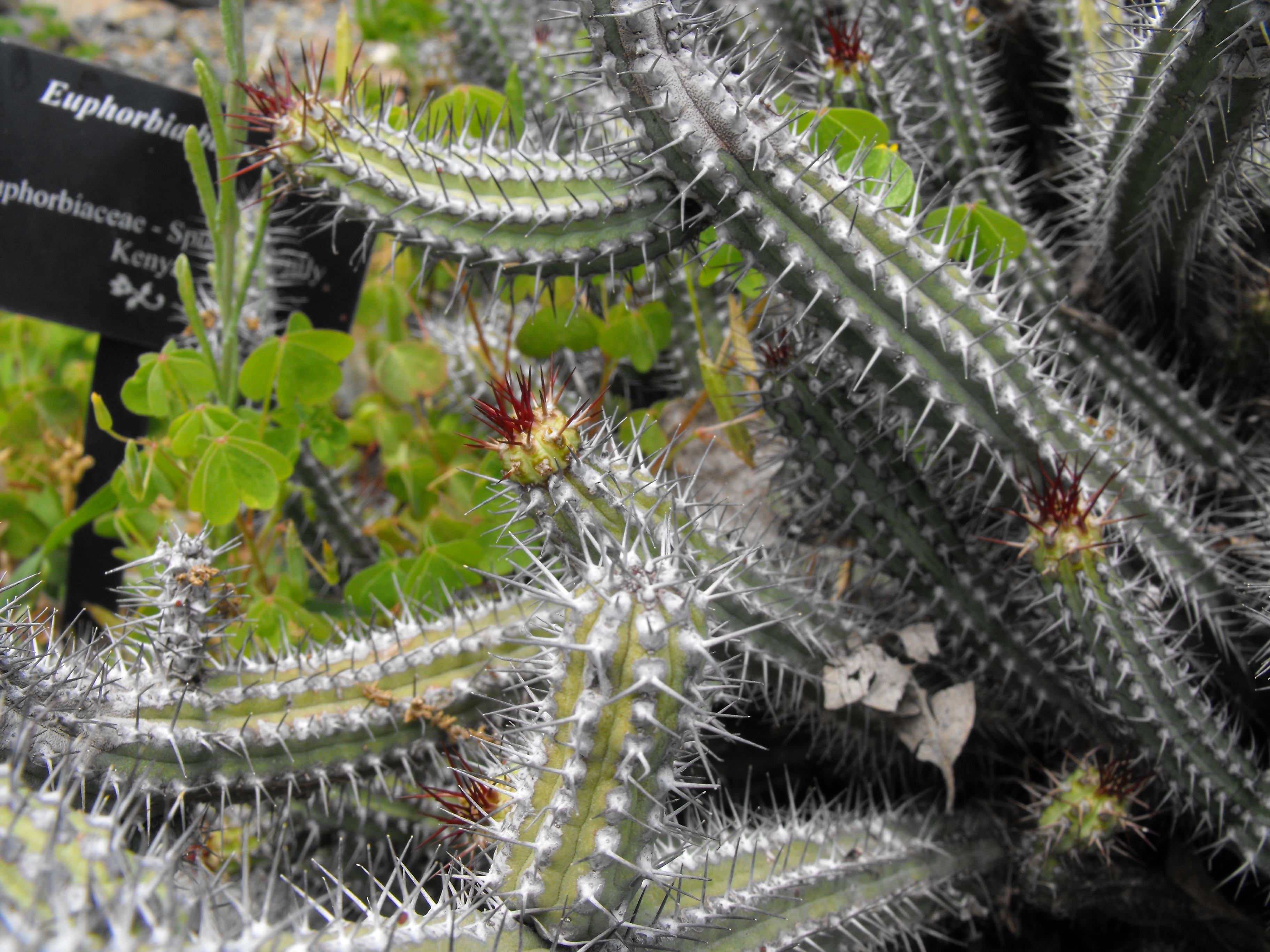
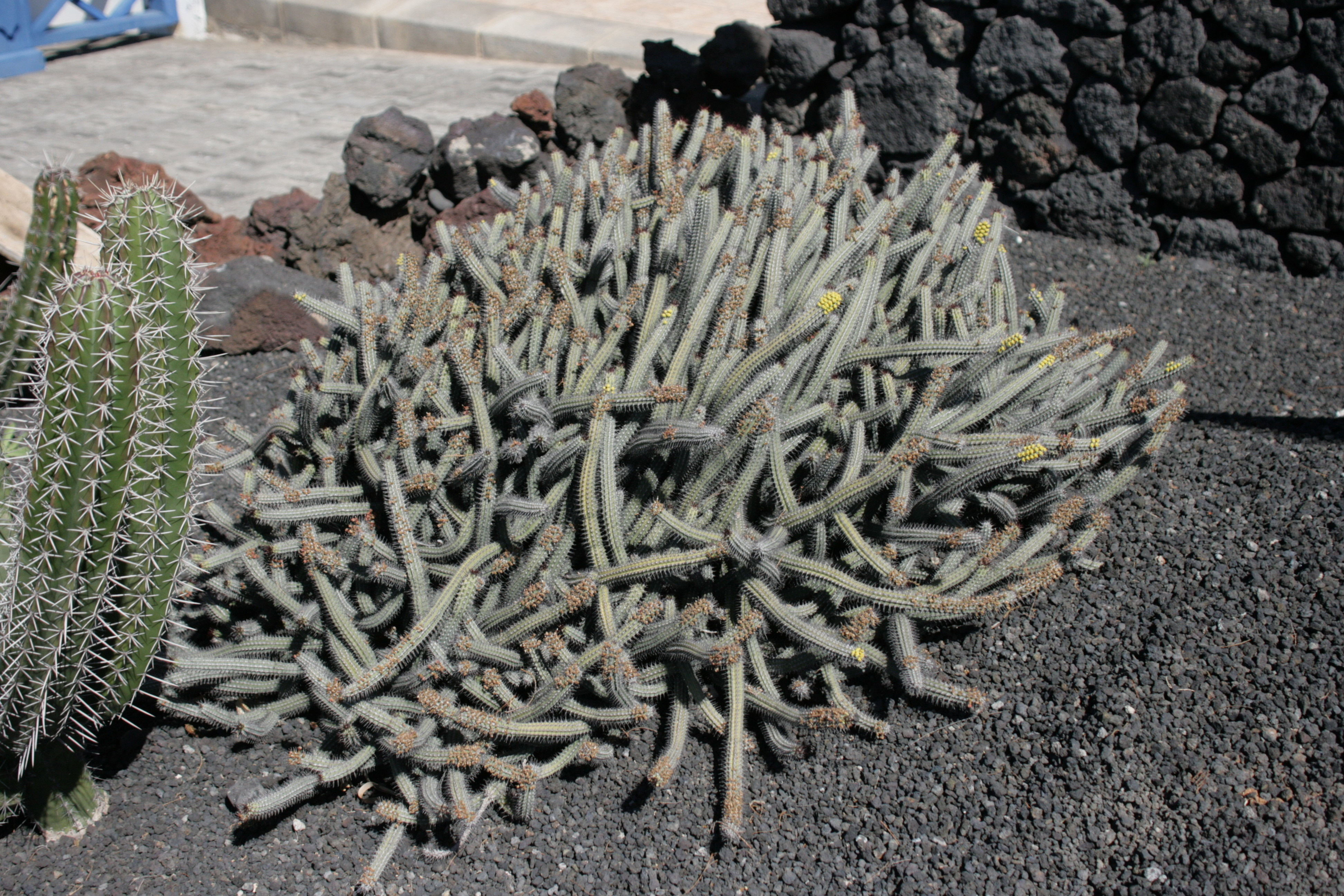